# Логинов, Александр Николаевич (футболист)
Алекса́ндр Никола́евич Ло́гинов (укр. Олександр Миколайович Логінов; род. 23 июля 1991, Днепропетровск) — украинский футболист, защитник.

## Биография
Воспитанник днепропетровского футбола, первые тренеры — Сергей Задиран и Анатолий Бурганов. В турнирах ДЮФЛ Украины выступал за днепропетровские АТБ «Олимп» (18 матчей, 2 гола), ДЮСШ-12 (4 матча), «Юбилейный» (5 игр, 1 гол). С 2006 года — в академии «Днепра» (тренер — Владимир Кныш), в составе команды в ДЮФЛ провёл 42 игры и забил 1 гол. В 2007 году играл в чемпионате Днепропетровской области за ЛФК «Днепр» из областного центра (12 матчей, 1 гол).
В 2009 году стал игроком криворожского «Кривбасса», однако выступал только за дублирующий состав (13 матчей, забил 3 гола). В 2010 вернулся в «Днепр», в составе которого играл в молодёжном первенстве, проведя 32 игры и забив 3 гола, чем помог команде завоевать бронзовые награды турнира. Спустя полтора года снова перешёл в «Кривбасс», однако в составе основной команды на поле снова ни разу не появился (12 матчей и 1 гол в дубле). В 2012 году подписал контракт с ялтинской «Жемчужиной», выступая за которую дебютировал во взрослом футболе, сначала — в любительском чемпионате Украины, а позднее — во второй лиге. В зимнее трансферное окно сезона 2012/13 перешёл в кировоградскую «Звезду», выступавшую в первой лиге чемпионата Украины. В составе кировоградцев провёл полтора года.
Летом 2014 года перешёл в алчевскую «Сталь», где выступал на протяжении половины сезона. В зимнее межсезонье подписал контракт с выступавшим во второй лиге кременчугским «Кремнем», в составе которого завоевал бронзовые награды первенства, однако в стыковых матчах за выход в первый дивизион команда уступила «Николаеву». Провёл в Кременчуге ещё полгода, после чего зимой 2015 года перешёл в ровненский «Верес», где в дебютном сезоне стал обладателем серебряных наград второй лиги. Уже летом покинул команду и стал игроком ахтырского «Нефтяника-Укрнефти», который возглавлял Владимир Кныш, тренировавший Логинова в академии «Днепра». Цвета нефтяников защищал на протяжении сезона 2016/17 в первой лиге, будучи одни из основных игроков.
В зимнее межсезонье находился на просмотре в выступавшем в Премьер-лиге «Олимпике», однако донецкой команде не подошёл. Летом 2017 года впервые отправился за границу, подписав контракт с белорусской «Ислочью». Дебютировал в высшей лиге Беларуси 6 августа 2017 года, выйдя в стартовом составе в выездном матче против гродненского «Немана». Спустя 5 дней, в матче против «Городеи» отличился автоголом. По окончании сезона 2017 года покинул белорусскую команду, проведя за «Ислочь» всего 5 матчей в чемпионате Беларуси и ещё 2 игры в турнире дублёров (забил 1 гол).
Зимой 2018 года вернулся в «Нефтяник», в котором выступал на протяжении полугода. Затем вновь стал игроком «Вереса», выступавшего во второй лиге. Зимой 2019 года перешёл в житомирское «Полесье». В августе 2019 года подписал контракт с клубом «ВПК-Агро», дебютировавшем в профессиональном футболе. В первом же сезоне команда стала победителем своей группы второй лиги и получила право на повышение в классе, однако, отыграв за «ВПК-Агро» ещё полгода в первой лиге, Логинов покинул клуб. В марте 2021 года стал игроком херсонского «Кристалла», а уже в июле подписал контракт с черновицким футбольным клубом «Буковина».

## Стиль игры
Обычно выступает на позиции центрального защитника, также может сыграть опорного полузащитника.

## Семья
Брат — Сергей Логинов — также профессиональный футболист.

## Достижения
- Победитель Второй лиги Украины: 2019/20
- Серебряный призёр Второй лиги Украины: 2015/16
- Бронзовый призёр Второй лиги Украины: 2014/15